# PRIDE Bushido 5
PRIDE Bushido 5 fue un evento de artes marciales mixtas producido por PRIDE Fighting Championships, celebrado el 14 de octubre de 2004 en el Osaka-jō Hall de Osaka.